# Euston Road Cemetery
Euston Road Cemetery is een Britse militaire begraafplaats met gesneuvelden uit de Eerste Wereldoorlog, gelegen in de Franse gemeente Colincamps (departement Somme). 
De begraafplaats werd ontworpen door Reginald Blomfield en ligt langs de weg naar Auchonvillers op 1.3 km ten oosten van het dorpscentrum (Église Saint-Thomas-d'Aquin). 
Ze heeft een rechthoekig grondplan met een oppervlakte van ruim 3.400 m² en wordt omsloten door een lage bakstenen muur. Aan de straatzijde bevinden zich, met een tussenruimte van vier meter, twee identieke metalen toegangshekken tussen witte stenen zuilen. 
Onmiddellijk na de toegang staat het Cross of Sacrifice en tegen de oostelijke muur staat de Stone of Remembrance. Recht tegenover de Stone staat een bakstenen schuilgebouw onder een plat dak. Het open middelste gedeelte heeft een rondboogvormige ingang en er staat een rustbank. In dezelfde ruimte bevindt zich het registerkastje. De lokalen aan weerszijden van de zitruimte zijn materiaalruimtes en hebben een getraliede vensteropening. 
Er worden 1.293 doden herdacht waaronder 170 niet geïdentificeerde.
De begraafplaats wordt onderhouden door de Commonwealth War Graves Commission.

## Geschiedenis
Colincamps en Euston, een wegenknooppunt iets ten oosten van het dorp, bevonden zich vóór het offensief aan de Somme in juli 1916 binnen de geallieerde linies. De begraafplaats werd tijdens en na de mislukte aanval op Serre-lès-Puisieux op 1 juli aangelegd maar na de Duitse terugtrekking achter de Hindenburglinie in maart 1917 werd ze nauwelijks gebruikt. Het Duitse lenteoffensief in maart 1918 bracht de frontlijn terug dichter bij het dorp waardoor de begraafplaats in vijandelijke handen viel. De New Zealand Division kon de frontlijn vasthouden en na een aanval door hen werd opnieuw terreinwinst geboekt waardoor de begraafplaats in april en mei 1918 opnieuw kon worden gebruikt.
De begraafplaats wordt vooral in verband gebracht met drie data en gevechten: de aanval op Serre-lès-Puisieux op 1 juli 1916, de verovering van Beaumont-Hamel op 13 november 1916 en de Duitse aanval op de loopgraven van de 3rd New Zealand (Rifle) Brigade voor Colincamps op 5 april 1918. Het huidige perk I, met uitzondering van vijf graven in de laatste rij, vertegenwoordigt de oorspronkelijke begraafplaats met 501 graven. Na de wapenstilstand werden meer dan 750 graven vanuit de omliggende slagvelden en de volgende kleine begraafplaatsen bijgezet: Colincamps Churchyard (15 doden), Lonely British Cemetery (17 doden) en Colincamps British Cemetery (120 doden) in Colincamps, Southern Avenue Cemetery (14 doden) in Mailly-Maillet, White City Cemetery (118 doden) in Auchonvillers, Bayencourt Communal Cemetery Extension (11 doden) in Bayencourt, Jean Bart British Cemetery (15 doden) in Sailly-au-Bois, John Copse British Cemeteries (2 begraafplaatsen met samen 177 doden) in Hebuterne.
Onder de geïdentificeerde doden zijn er 809 Britten, 284 Nieuw-Zeelanders, 25 Australiërs, 4 Canadezen en 1 Indiër. Voor 32 gesneuvelden werden Special Memorials opgericht omdat hun graven niet meer gelokaliseerd konden worden en men neemt aan de ze onder naamloze grafzerken liggen. Een Britse en een Nieuw-Zeelandse militair wier graven in andere begraafplaatsen door oorlogsgeweld werden vernietigd gingen worden eveneens herdacht met Special Memorials.

## Graven
- de broers Frederick en Henry Walsgrove, beiden dienend bij het Royal Sussex Regiment sneuvelden op 21 september 1916 en liggen naast elkaar begraven.
- de broers A. Smith en Walter Smith, beiden dienend bij het Royal Sussex Regiment sneuvelden op 23 september 1916 en liggen naast elkaar begraven.

### Onderscheiden militairen
- Reginald Glegg Gordon, majoor bij de Royal Garrison Artillery werd onderscheiden met de Distinguished Service Order (DSO).
- George Henry Holland, majoor bij het Auckland Regiment, N.Z.E.F. en Colin Hally, luitenant bij het New Zealand Machine Gun Battalion werden onderscheiden met het Military Cross (MC).
- de onderluitenants John Reginald Stagg (Middlesex Regiment) en Arthur Harper (Border Regiment); compagnie sergeant-majoor C.W. Wheeler (Royal Fusiliers); korporaal William Aspinall (East Yorkshire Regiment) en kanonnier P. Hughes (Royal Field Artillery) werden onderscheiden met de Distinguished Conduct Medal (DCM). Laatstgenoemde ontving ook de Military Medal (MM).
- nog 11 militairen werden onderscheiden met de Military Medal (MM).

### Minderjarige militairen
- geleider George Henry Barker (Royal Field Artillery) was 16 jaar toen hij op 9 september 1916 sneuvelde.
- soldaat Frank Clifford John Mason (Middlesex Regiment) was 17 jaar toen hij op 24 augustus1916 sneuvelde.

### Aliassen
Vier militairen dienden onder een alias:
- onderluitenant Leslie Charles Focken als Leslie Charles Fawkner bij het Royal Flying Corps.
- korporaal G. Lee-Booker als G. Booker bij de Royal Fusiliers.
- soldaat Robert Hoolan als Robert Hoonan bij de Duke of Wellington’s (West Riding Regiment).
- soldaat Thomas Patrick Welsh als T.P. Walsh bij het Auckland Regiment, N.Z.E.F.